# Benzalazin
Benzalazin ist eine organische Verbindung. Es ist ein Azin des Benzaldehyds. 

## Darstellung
Benzalazin kann durch Reaktion von Benzaldehyd mit Hydrazinsulfat in Ammoniumhydroxid-Lösung gewonnen werden.

## Eigenschaften
Benzalazin kristallisiert in hellgelben Prismen. Die Verbindung ist leicht löslich in Schwefelkohlenstoff, aber auch in Hexan und anderen flüssigen Alkanen. In Alkanolen ist die Substanz etwas schwerer löslich. 
Das Dipolmoment beträgt 1,0 bei 18 °C. Der Schmelzpunkt liegt bei 93 °C. Die Verbindung ist bei höherer Temperatur thermisch instabil. Eine DSC-Messung zeigt ab 207 °C eine stark exotherme Zersetzung mit einer Wärmetönung von −870 J·g−1 bzw. −181,2 kJ·mol−1.

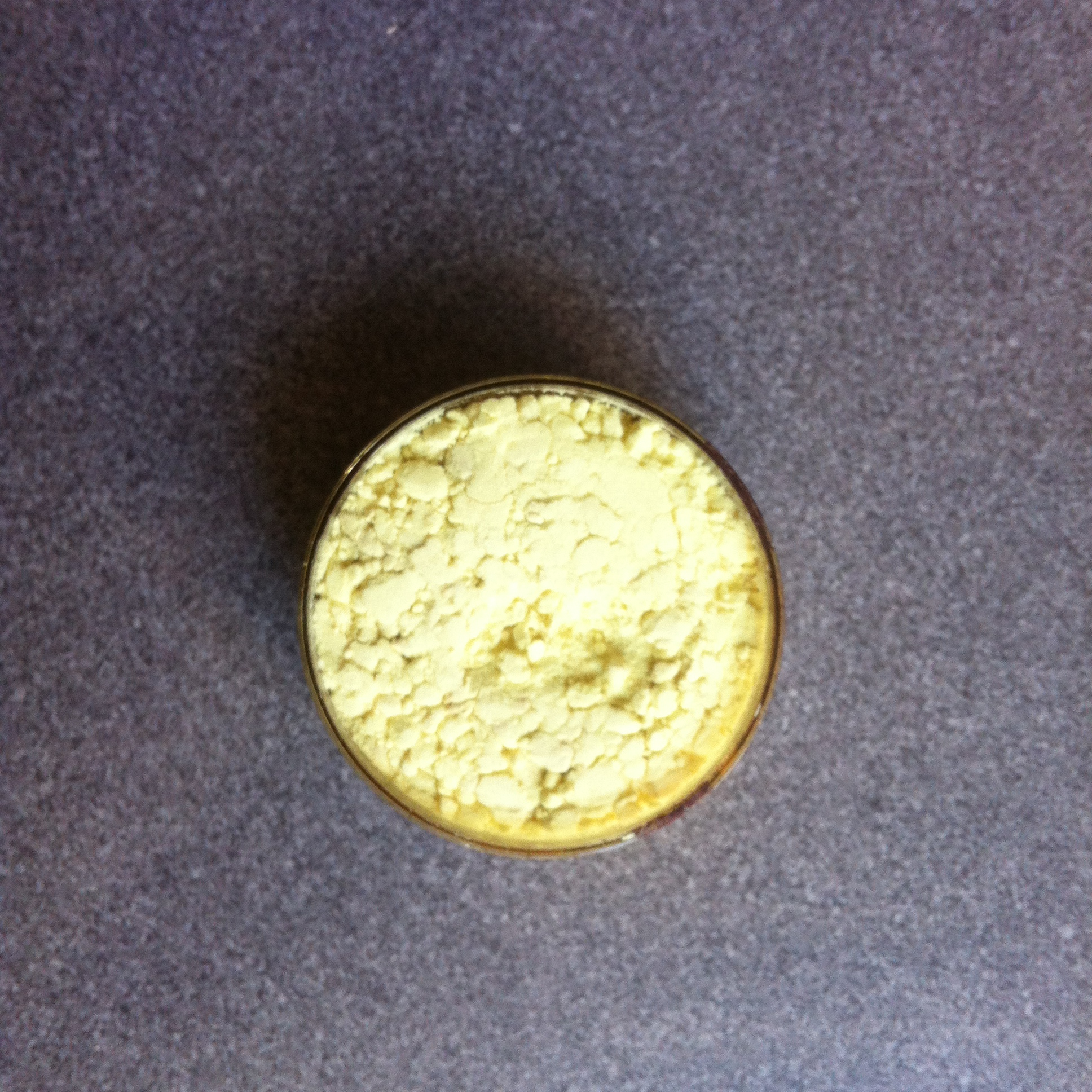
Benzalazin als Pulver, Filtrat nach der Synthese
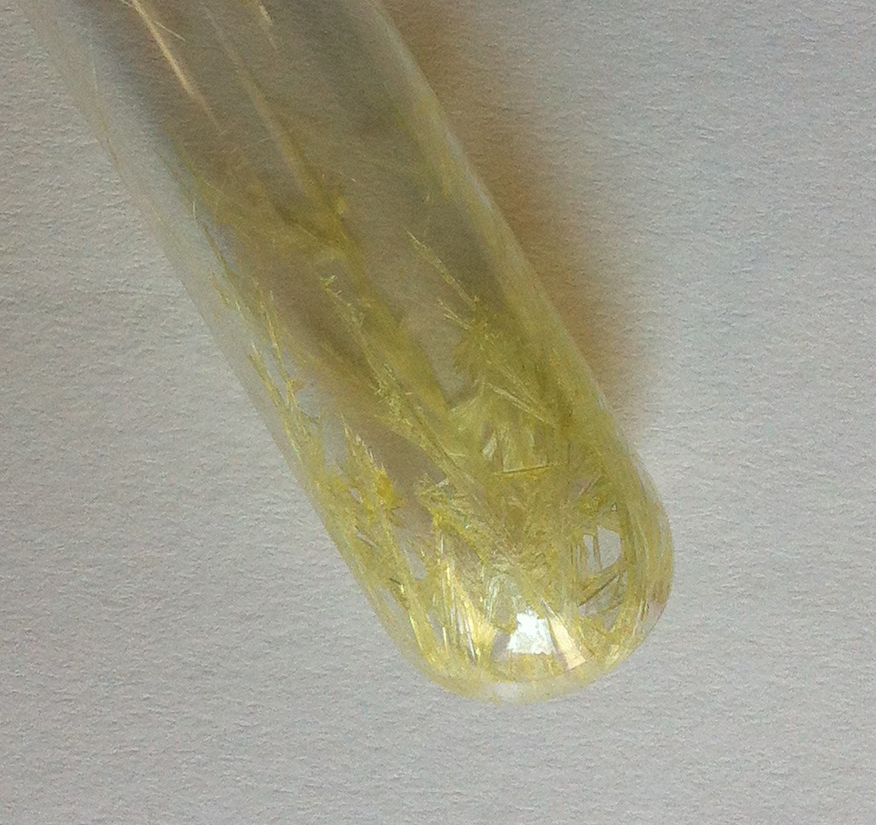
Benzalazin, aus einer Lösung von Schwefelkohlenstoff kristallisiert

## Verwendung
Die Verbindung diente zum Beispiel als UV-Stabilisator für Kunststoffe.

## Sicherheitshinweise
Gemäß dem europäischen Altstoffverzeichnis EINECS ist Benzalazin ein Altstoff und hat die EG-Nummer 209-627-6. In Deutschland hat der Stoff die Wassergefährdungsklasse 3.